# Vierschanzentournee 2020/21
Die 69. Vierschanzentournee 2020/21 war eine Reihe von Skisprungwettkämpfen, welche als Teil des Skisprung-Weltcups 2020/21 zwischen dem 28. Dezember 2020 und dem 6. Januar 2021 stattfanden. Die Tournee wurde von der FIS organisiert. Die Wettkämpfe fanden wie in jedem Winter auf den vier Skisprungschanzen von Oberstdorf, Garmisch-Partenkirchen, Innsbruck und Bischofshofen statt. Wie bei allen Weltcupspringen gab es auch für die Tourneeetappen Weltcuppunkte. Wegen der Lockdown-Maßnahmen im Zuge der COVID-19-Pandemie fanden alle vier Springen ohne Zuschauer in den Wettkampfstätten statt.
Gewinner der Vierschanzentournee 2020/21 wurde der Pole Kamil Stoch, der zum dritten Mal die Tournee gewinnen konnte. Zweiter wurde der Deutsche Karl Geiger vor dem Vorjahressieger Dawid Kubacki aus Polen.

## Vorfeld

### Gesamtweltcupstand vor der Vierschanzentournee
| Rang | Name                  | Punkte |
| ---- | --------------------- | ------ |
| 01.  | Halvor Egner Granerud | 600    |
| 02.  | Markus Eisenbichler   | 463    |
| 03.  | Robert Johansson      | 244    |
| 04.  | Piotr Żyła            | 238    |
| 05.  | Anže Lanišek          | 219    |
| 06.  | Pius Paschke          | 212    |
| 07.  | Dawid Kubacki         | 205    |
| 08.  | Yukiya Satō           | 193    |
| 09.  | Daniel Huber          | 182    |
| 10.  | Kamil Stoch           | 178    |

### Teilnehmende Nationen und nominierte Athleten
Die Anzahl der Athleten, die die Nationen an den Start schicken dürfen, ist abhängig von den Weltcup-Ergebnissen innerhalb eines Jahres vor Tourneebeginn sowie von den Ergebnissen des Continental Cups in Kuusamo. Zusätzlich schicken die austragenden Nationen Deutschland (in Oberstdorf und Garmisch-Partenkirchen) und Österreich (in Innsbruck und Bischofshofen) eine nationale Gruppe von jeweils sechs Athleten an den Start.
Folgende Skispringer wurden nominiert:
| Nation             | Plätze | Anzahl | Athleten |
| ------------------ | ------ | ------ | --- |
| Deutschland        | 6 + 6  | 12     | Markus Eisenbichler, Severin Freund, Karl Geiger, Martin Hamann, Pius Paschke, Constantin Schmid Nationale Gruppe: Moritz Baer, Richard Freitag, Kilian Märkl, Luca Roth, David Siegel, Andreas Wellinger                                                                                          |
| Österreich         | 7 + 6  | 14     | Philipp Aschenwald, Michael Hayböck, Daniel Huber, Jan Hörl, Stefan Kraft, Thomas Lackner, Markus Schiffner Nationale Gruppe: Manuel Fettner, Timon-Pascal Kahofer (in Innsbruck), Clemens Leitner, Stefan Rainer, Gregor Schlierenzauer, Maximilian Steiner, Daniel Tschofenig (in Bischofshofen) |
| Bulgarien          | 2      | 1      | Wladimir Sografski |
| Estland            | 2      | 1      | Artti Aigro |
| Finnland           | 4      | 2      | Antti Aalto, Niko Kytösaho |
| Frankreich         | 2      | 2      | Mathis Contamine, Valentin Foubert (beide bis Bischofshofen) |
| Italien            | 2      | 2      | Giovanni Bresadola, Alex Insam (ab Innsbruck) |
| Japan              | 5      | 5      | Junshirō Kobayashi, Ryōyū Kobayashi, Naoki Nakamura, Keiichi Satō, Yukiya Satō |
| Kanada             | 3      | 2      | MacKenzie Boyd-Clowes, Matthew Soukup |
| Norwegen           | 6      | 6      | Sander Vossan Eriksen, Johann André Forfang, Halvor Egner Granerud, Robert Johansson, Marius Lindvik (in Oberstdorf und Bischofshofen), Daniel-André Tande |
| Polen              | 7      | 7      | Maciej Kot, Dawid Kubacki, Klemens Murańka, Andrzej Stękała, Kamil Stoch, Aleksander Zniszczoł, Piotr Żyła |
| Russland           | 3      | 3      | Jewgeni Klimow, Ilja Mankow (in Oberstdorf), Michail Nasarow |
| Schweiz            | 4      | 3      | Simon Ammann, Gregor Deschwanden, Dominik Peter |
| Slowenien          | 6      | 7      | Tilen Bartol (in Bischofshofen), Žiga Jelar, Anže Lanišek, Bor Pavlovčič (bis Innsbruck), Cene Prevc, Domen Prevc, Peter Prevc |
| Tschechien         | 3      | 3      | Roman Koudelka (bis Garmisch-Partenkirchen), Čestmír Kožíšek, Viktor Polášek |
| Vereinigte Staaten | 2      | 3      | Casey Larson (bis Garmisch-Partenkirchen), Decker Dean (ab Garmisch-Partenkirchen), Andrew Urlaub (in Bischofshofen) |

### Einfluss der Corona-Pandemie
Bereits einige Tage vor Beginn der Tournee hatte ein positiver SARS-CoV-2-Test beim Polen Klemens Murańka für Aufregung gesorgt. Die lokalen Gesundheitsbehörden schickten daraufhin das gesamte polnische Team in die Quarantäne, da die restlichen Springer als Kontaktperson 1. Grades eingestuft wurden. Somit fand die Qualifikation in Oberstdorf am 28. Dezember ohne die polnische Mannschaft statt, wurde aber am Tag darauf als irrelevant erklärt, da die Skispringer aus Polen negativ auf das Virus getestet worden waren, sodass sie nun doch am Wettbewerb teilnehmen können.
Außerdem wurde auch ein Physiotherapeut der deutschen Mannschaft positiv getestet, was allerdings keinen Einfluss auf die Teilnahme der deutschen Athleten hatte. Nach einem Tag wurde dieser allerdings negativ getestet.
Am 31. Dezember 2020 wurde der russische Springer Danil Sadrejew positiv auf das Virus getestet. Er musste sich daraufhin in Quarantäne begeben, sodass er die Qualifikation und damit auch den Wettkampf in Garmisch-Partenkirchen verpasste. Zusätzlich wurden 3 weitere Mitglieder des russischen Skisprungteams, darunter mit Ilja Mankow ein weiterer Athlet, als Kontaktperson der Kategorie 1 eingestuft und ebenfalls unter Quarantäne gestellt.

## Austragungsorte

### Oberstdorf
Audi Arena Oberstdorf (Große Schattenbergschanze, HS 137)
Die Qualifikation für das Auftaktspringen der 69. Vierschanzentournee in Oberstdorf fand am 28. Dezember 2020 statt, gewonnen vom Österreicher Philipp Aschenwald. Nachdem Klemens Murańka positiv auf SARS-CoV-2 getestet worden war, wurde der polnischen Mannschaft die Teilnahme an der Qualifikation verweigert. Damit nahmen nur 55 Springer an der Qualifikation für die 50 Startplätze im Wettbewerb teil. Bei zwei späteren Tests wurde Murańka jedoch jeweils negativ auf das Virus getestet. Deshalb wurde entschieden, dass beim Wettbewerb am 29. Dezember 2020 alle 62 Skispringer statt nur der 50 qualifizierten Sportler im ersten Durchgang startberechtigt wären und der K.-o.-Modus somit nicht zum Einsatz käme.
Der Wettkampf fand am 29. Dezember 2020 statt. Der Sieg ging an Karl Geiger, der schon nach dem ersten Durchgang in Führung gelegen hatte. Auf den Plätzen folgten Kamil Stoch und der Vorjahreszweite Marius Lindvik. Markus Eisenbichler kämpfte sich nach einem schwächeren ersten Sprung vom 27. Platz mit der Tagesbestweite im zweiten Durchgang noch auf Platz fünf vor.
Von insgesamt zwölf antretenden deutschen Skispringern erreichten mit Karl Geiger, Markus Eisenbichler und Severin Freund lediglich drei den zweiten Durchgang und damit so wenige wie lange nicht mehr.
| Rang | Name                  | Punkte | Weite 1 | Weite 2 |
| ---- | --------------------- | ------ | ------- | ------- |
| 01   | Karl Geiger           | 291,1  | 127,0   | 136,5   |
| 02   | Kamil Stoch           | 288,3  | 125,0   | 132,5   |
| 03   | Marius Lindvik        | 285,2  | 126,5   | 135,5   |
| 04   | Halvor Egner Granerud | 280,1  | 122,0   | 131,0   |
| 05   | Markus Eisenbichler   | 274,3  | 118,0   | 142,0   |
| 06   | Stefan Kraft          | 273,6  | 126,5   | 125,0   |
| 07   | Andrzej Stękała       | 273,3  | 123,0   | 136,5   |
| 08   | Philipp Aschenwald    | 273,0  | 130,0   | 127,0   |
| 09   | Anže Lanišek          | 270,1  | 120,5   | 135,5   |
| 10   | Žiga Jelar            | 269,8  | 128,0   | 124,0   |
| 11   | Jan Hörl              | 266,7  | 129,0   | 123,5   |
| 12   | Domen Prevc           | 266,2  | 129,0   | 126,5   |
| 13   | Daniel Huber          | 265,4  | 121,0   | 127,5   |
| 14   | Ryōyū Kobayashi       | 265,2  | 123,0   | 128,0   |
| 15   | Dawid Kubacki         | 264,3  | 122,0   | 126,5   |

| Rang | Name               | Punkte | Weite 1 | Weite 2 |
| ---- | ------------------ | ------ | ------- | ------- |
| 16   | Keiichi Satō       | 263,8  | 125,0   | 123,0   |
| 17   | Peter Prevc        | 261,4  | 123,0   | 129,5   |
| 18   | Yukiya Satō        | 260,7  | 122,5   | 124,0   |
| 19   | Cene Prevc         | 260,0  | 125,0   | 128,5   |
| 20   | Naoki Nakamura     | 259,0  | 125,0   | 128,0   |
| 21   | Piotr Żyła         | 256,7  | 119,5   | 129,0   |
| 22   | Daniel-André Tande | 254,8  | 124,0   | 127,0   |
| 23   | Antti Aalto        | 254,0  | 124,0   | 128,5   |
| 24   | Thomas Lackner     | 251,5  | 124,5   | 128,0   |
| 25   | Severin Freund     | 249,5  | 123,5   | 126,0   |
| 26   | Jewgeni Klimow     | 245,4  | 126,5   | 118,5   |
| 27   | Gregor Deschwanden | 245,0  | 121,0   | 123,5   |
| 28   | Junshirō Kobayashi | 243,3  | 122,0   | 122,5   |
| 29   | Wladimir Sografski | 243,0  | 126,0   | 119,0   |
| 30   | Klemens Murańka    | 238,3  | 122,0   | 120,5   |

### Garmisch-Partenkirchen
Große Olympiaschanze (HS 142)
Die Qualifikation für das Neujahrsspringen fand am 31. Dezember statt. Der Slowene Anže Lanišek gewann sie vor dem Weltcupführenden Halvor Egner Granerud und Markus Eisenbichler. Marius Lindvik, der Drittplatzierte des Springens in Oberstdorf, und Danil Sadrejew traten bei der Qualifikation und somit auch beim Neujahrsspringen nicht an. Sadrejew wurde positiv auf SARS-CoV-2 getestet und begab sich mit Ilja Mankow, der wie einige andere Teammitglieder als Kontaktperson 1. Grades eingestuft wurde, in Quarantäne. Michail Nasarow und Jewgeni Klimow wurden dagegen nicht als Kontaktperson 1. Grades eingestuft und durften somit bei der Qualifikation antreten. Lindvik hatte mit starken Zahnschmerzen zu kämpfen, weswegen er seine Teilnahme am Neujahrsspringen absagte.
Der Wettkampf fand am 1. Januar 2021 um 14 Uhr statt. Der Pole Dawid Kubacki, der mit 144 m im 2. Durchgang einen neuen Schanzenrekord aufstellte, siegte vor Halvor Egner Granerud, der nach dem 1. Durchgang geführt hatte, und Piotr Żyła.
| Rang | Name                  | Punkte | Weite 1 | Weite 2 |
| ---- | --------------------- | ------ | ------- | ------- |
| 01   | Dawid Kubacki         | 282,1  | 139,0   | 144,0   |
| 02   | Halvor Egner Granerud | 274,9  | 137,0   | 136,0   |
| 03   | Piotr Żyła            | 260,4  | 129,5   | 137,0   |
| 04   | Kamil Stoch           | 260,0  | 135,0   | 132,0   |
| 05   | Karl Geiger           | 259,9  | 131,0   | 138,0   |
| 06   | Philipp Aschenwald    | 257,7  | 130,0   | 136,5   |
| 07   | Ryōyū Kobayashi       | 257,2  | 133,5   | 132,0   |
| 07   | Markus Eisenbichler   | 257,2  | 137,5   | 134,0   |
| 09   | Johann André Forfang  | 256,2  | 128,5   | 139,0   |
| 10   | Andrzej Stękała       | 253,7  | 133,5   | 133,0   |
| 11   | Martin Hamann         | 251,7  | 128,5   | 135,5   |
| 12   | Anže Lanišek          | 250,7  | 138,5   | 135,0   |
| 13   | Peter Prevc           | 249,1  | 129,5   | 139,0   |
| 14   | Daniel Huber          | 246,6  | 132,0   | 133,0   |
| 15   | Daniel-André Tande    | 244,4  | 126,0   | 133,5   |

| Rang | Name                  | Punkte | Weite 1 | Weite 2 |
| ---- | --------------------- | ------ | ------- | ------- |
| 16   | Pius Paschke          | 238,9  | 127,5   | 127,0   |
| 17   | Junshirō Kobayashi    | 237,9  | 128,5   | 131,0   |
| 18   | Robert Johansson      | 237,5  | 124,5   | 127,5   |
| 19   | Gregor Deschwanden    | 236,7  | 128,0   | 129,5   |
| 20   | Michail Nasarow       | 236,3  | 128,0   | 129,5   |
| 21   | Jan Hörl              | 253,3  | 126,5   | 130,0   |
| 22   | Klemens Murańka       | 232,0  | 130,5   | 126,0   |
| 23   | MacKenzie Boyd-Clowes | 231,5  | 125,5   | 126,0   |
| 23   | Thomas Lackner        | 231,5  | 126,5   | 130,0   |
| 25   | Antti Aalto           | 227,0  | 127,5   | 123,0   |
| 26   | Keiichi Satō          | 226,7  | 127,5   | 123,0   |
| 27   | Richard Freitag       | 226,4  | 129,0   | 126,0   |
| 28   | Stefan Kraft          | 226,1  | 132,5   | 124,0   |
| 29   | Cene Prevc            | 223,3  | 122,0   | 123,5   |
| 30   | Yukiya Satō           | 211,9  | 121,5   | 122,0   |

Tournee-Zwischenstand
Unter Berücksichtigung der Ergebnisse von Oberstdorf und Garmisch-Partenkirchen ergibt sich folgender Zwischenstand in der Tournee-Gesamtwertung (aufgeführt sind die zehn besten Springer):
| Rang | Name                  | Punkte |
| ---- | --------------------- | ------ |
| 01   | Halvor Egner Granerud | 555,0  |
| 02   | Karl Geiger           | 551,0  |
| 03   | Kamil Stoch           | 548,3  |
| 04   | Dawid Kubacki         | 546,4  |
| 05   | Markus Eisenbichler   | 531,5  |
| 06   | Philipp Aschenwald    | 530,7  |
| 07   | Andrzej Stękała       | 527,0  |
| 08   | Ryōyū Kobayashi       | 522,4  |
| 09   | Anže Lanišek          | 520,8  |
| 10   | Piotr Żyła            | 517,1  |

### Innsbruck
Bergiselschanze (HS 128)
Die Qualifikation fand am 2. Januar 2021 statt. Der Gesamtwertungsführende Halvor Egner Granerud setzte sich hier vor Daniel Huber und Titelverteidiger Dawid Kubacki durch. Marius Lindvik sagte seine Teilnahme erneut ab, sodass er keine Chance mehr auf eine Top-Platzierung hat. Der Norweger befand sich schon seit Silvester in Innsbruck, wo er sich wegen starker Zahnschmerzen behandeln ließ.
Der Wettkampf fand am 3. Januar 2021 statt. Die beiden besten der Gesamtwertung bis zu diesem Springen, Halvor Egner Granerud und Karl Geiger, konnten im 1. Durchgang keine guten Sprünge zeigen, sodass sie in der Gesamtwertung viele Punkte verloren. Den Tagessieg holte Kamil Stoch, der außerdem auch die Gesamtwertungsführung übernahm. Zweiter wurde Anže Lanišek vor Dawid Kubacki.
Außerdem konnten – wie auch schon in Oberstdorf – mit Karl Geiger, Markus Eisenbichler und Martin Hamann nur drei deutsche Athleten den 2. Durchgang erreichen.
| Rang | Name                  | Punkte | Weite 1 | Weite 2 |
| ---- | --------------------- | ------ | ------- | ------- |
| 01   | Kamil Stoch           | 261,6  | 127,5   | 130,0   |
| 02   | Anže Lanišek          | 249,6  | 127,5   | 123,5   |
| 03   | Dawid Kubacki         | 248,3  | 126,0   | 127,0   |
| 04   | Piotr Żyła            | 246,2  | 126,5   | 124,5   |
| 05   | Yukiya Satō           | 245,6  | 126,5   | 130,0   |
| 06   | Markus Eisenbichler   | 245,0  | 120,5   | 128,5   |
| 07   | Ryōyū Kobayashi       | 244,3  | 132,0   | 123,0   |
| 08   | Stefan Kraft          | 243,5  | 121,0   | 127,0   |
| 09   | Michael Hayböck       | 242,5  | 127,5   | 123,0   |
| 10   | Gregor Deschwanden    | 240,6  | 124,5   | 126,5   |
| 11   | Peter Prevc           | 239,4  | 122,5   | 128,0   |
| 12   | Robert Johansson      | 238,2  | 123,0   | 127,5   |
| 13   | Martin Hamann         | 235,4  | 130,0   | 124,5   |
| 14   | Daniel-André Tande    | 235,2  | 121,0   | 128,0   |
| 15   | Halvor Egner Granerud | 234,3  | 116,5   | 127,5   |

| Rang | Name                  | Punkte | Weite 1 | Weite 2 |
| ---- | --------------------- | ------ | ------- | ------- |
| 16   | Karl Geiger           | 234,2  | 117,0   | 128,5   |
| 17   | Daniel Huber          | 233,8  | 123,0   | 122,0   |
| 18   | Andrzej Stękała       | 233,3  | 126,5   | 120,0   |
| 19   | Aleksander Zniszczoł  | 232,9  | 128,0   | 126,5   |
| 20   | Keiichi Satō          | 231,8  | 123,0   | 122,0   |
| 21   | Niko Kytösaho         | 231,7  | 128,0   | 125,0   |
| 22   | Philipp Aschenwald    | 231,0  | 123,5   | 123,0   |
| 23   | Cene Prevc            | 228,4  | 125,5   | 122,0   |
| 24   | Maximilian Steiner    | 226,7  | 130,5   | 117,0   |
| 25   | Johann André Forfang  | 226,5  | 123,0   | 122,0   |
| 26   | Michail Nasarow       | 224,2  | 125,0   | 122,0   |
| 27   | Antti Aalto           | 224,1  | 127,0   | 122,5   |
| 28   | Thomas Lackner        | 223,0  | 125,0   | 121,5   |
| 29   | MacKenzie Boyd-Clowes | 222,8  | 123,0   | 121,5   |
| 30   | Domen Prevc           | 221,0  | 126,0   | 116,5   |

Tournee-Zwischenstand
Unter Berücksichtigung der Ergebnisse der ersten drei Stationen ergibt sich folgender Zwischenstand in der Tournee-Gesamtwertung (aufgeführt sind die zehn besten Springer):
| Rang | Name                  | Punkte |
| ---- | --------------------- | ------ |
| 01   | Kamil Stoch           | 809,9  |
| 02   | Dawid Kubacki         | 794,7  |
| 03   | Halvor Egner Granerud | 789,3  |
| 04   | Karl Geiger           | 785,2  |
| 05   | Markus Eisenbichler   | 776,5  |
| 06   | Anže Lanišek          | 770,4  |
| 07   | Ryōyū Kobayashi       | 766,7  |
| 08   | Piotr Żyła            | 763,3  |
| 09   | Philipp Aschenwald    | 761,7  |
| 10   | Andrzej Stękała       | 760,3  |

### Bischofshofen
Paul-Außerleitner-Schanze (HS 142)
Die Qualifikation fand am 5. Januar 2021 statt. Diese gewann Kamil Stoch vor den Norwegern Robert Johansson und Halvor Egner Granerud. Der deutsche Favorit Karl Geiger konnte sich mit 123,5 Metern lediglich im Mittelfeld platzieren. Der Slowene Anže Lanišek, der zuvor in der Gesamtwertung einen Top-10-Platz belegt hatte, konnte sich nicht für den Wettkampf qualifizieren.
Der Wettkampf in Bischofshofen fand am 6. Januar 2021 statt. Der Pole Kamil Stoch erreichte in beiden Durchgängen die höchste Punktanzahl und konnte sich somit den Tagessieg und auch den Tournee-Gesamtsieg sichern. Zweiter des Bischofshofener Springens wurde der Norweger Marius Lindvik, der aufgrund von Zahnproblemen in Garmisch und Innsbruck pausiert hatte. Als Dritter konnte Karl Geiger sich den zweiten Platz in der Gesamtwertung holen. Der andere deutsche Mitfavorit, Markus Eisenbichler, schied bereits im 1. Durchgang aus.
| Rang | Name                  | Punkte | Weite 1 | Weite 2 |
| ---- | --------------------- | ------ | ------- | ------- |
| 01   | Kamil Stoch           | 300,7  | 139,0   | 140,0   |
| 02   | Marius Lindvik        | 280,4  | 137,0   | 140,5   |
| 03   | Karl Geiger           | 277,3  | 138,0   | 133,5   |
| 04   | Stefan Kraft          | 275,9  | 132,0   | 137,0   |
| 05   | Robert Johansson      | 274,8  | 130,5   | 139,0   |
| 06   | Michael Hayböck       | 274,6  | 133,5   | 137,5   |
| 07   | Piotr Żyła            | 273,9  | 134,0   | 136,5   |
| 08   | Andrzej Stękała       | 272,2  | 135,0   | 133,0   |
| 09   | Yukiya Satō           | 270,5  | 133,0   | 135,0   |
| 10   | Daniel Huber          | 268,9  | 134,0   | 132,5   |
| 11   | Daniel-André Tande    | 268,5  | 131,5   | 136,0   |
| 12   | Peter Prevc           | 268,1  | 132,5   | 133,5   |
| 12   | Halvor Egner Granerud | 268,1  | 133,0   | 134,0   |
| 14   | Ryōyū Kobayashi       | 265,8  | 130,5   | 135,0   |
| 15   | Dawid Kubacki         | 263,1  | 132,0   | 131,5   |

| Rang | Name                 | Punkte | Weite 1 | Weite 2 |
| ---- | -------------------- | ------ | ------- | ------- |
| 16   | Keiichi Satō         | 262,7  | 131,5   | 134,0   |
| 17   | Junshirō Kobayashi   | 261,9  | 130,0   | 133,0   |
| 18   | Constantin Schmid    | 260,4  | 132,0   | 131,5   |
| 19   | Antti Aalto          | 247,3  | 128,0   | 128,5   |
| 20   | Severin Freund       | 244,8  | 125,0   | 131,0   |
| 21   | Michail Nasarow      | 244,4  | 125,5   | 130,5   |
| 22   | Philipp Aschenwald   | 241,8  | 128,5   | 125,0   |
| 23   | Jewgeni Klimow       | 237,2  | 125,0   | 127,0   |
| 24   | Markus Schiffner     | 233,3  | 127,0   | 123,0   |
| 25   | Aleksander Zniszczoł | 231,9  | 126,0   | 123,0   |
| 26   | Johann André Forfang | 229,2  | 124,0   | 122,5   |
| 27   | Žiga Jelar           | 228,4  | 125,0   | 122,5   |
| 28   | Clemens Leitner      | 228,1  | 125,5   | 122,0   |
| 29   | Pius Paschke         | 226,0  | 122,0   | 125,0   |
| 30   | Daniel Tschofenig    | 219,5  | 124,0   | 119,0   |

## Tournee-Endstand

### Übersicht
| Datum          | Ort                    | Schanze                          | Anmerkung      | Sieger        | Zweiter               | Dritter        | Gesamtführender       |
| -------------- | ---------------------- | -------------------------------- | -------------- | ------------- | --------------------- | -------------- | --------------------- |
| 29.12.2020     | Oberstdorf             | Schattenbergschanze HS 137       | Nacht          | Karl Geiger   | Kamil Stoch           | Marius Lindvik | Karl Geiger           |
| 01.01.2021     | Garmisch-Partenkirchen | Große Olympiaschanze HS 142      |                | Dawid Kubacki | Halvor Egner Granerud | Piotr Żyła     | Halvor Egner Granerud |
| 03.01.2021     | Innsbruck              | Bergiselschanze HS 128           |                | Kamil Stoch   | Anže Lanišek          | Dawid Kubacki  | Kamil Stoch           |
| 06.01.2021     | Bischofshofen          | Paul-Außerleitner-Schanze HS 142 | Nacht          | Kamil Stoch   | Marius Lindvik        | Karl Geiger    | Kamil Stoch           |
| Gesamtwertung: | Gesamtwertung:         | Gesamtwertung:                   | Gesamtwertung: | Kamil Stoch   | Karl Geiger           | Dawid Kubacki  |                       |

### Gesamtwertung der 69. Vierschanzentournee
Nach allen vier Springen wurden die Punkte der Skispringer aus allen acht Wertungsdurchgängen addiert. Der Springer mit der höchsten Punktzahl wurde der Gesamtsieger der Tournee.
| Rang | Name                  | Punkte |
| ---- | --------------------- | ------ |
| 01.  | Kamil Stoch           | 1110,6 |
| 02.  | Karl Geiger           | 1062,5 |
| 03.  | Dawid Kubacki         | 1057,8 |
| 04.  | Halvor Egner Granerud | 1057,4 |
| 05.  | Piotr Żyła            | 1037,2 |
| 06.  | Andrzej Stękała       | 1032,5 |
| 06.  | Ryōyū Kobayashi       | 1032,5 |
| 08.  | Stefan Kraft          | 1019,1 |
| 09.  | Peter Prevc           | 1018,0 |
| 10.  | Daniel Huber          | 1014,7 |
| 11.  | Philipp Aschenwald    | 1003,5 |
| 12.  | Daniel-André Tande    | 1002,9 |
| 13.  | Yukiya Satō           | 988,7  |
| 14.  | Keiichi Satō          | 985,0  |
| 15.  | Antti Aalto           | 952,4  |
| 16.  | Markus Eisenbichler   | 885,3  |
| 17.  | Robert Johansson      | 863,8  |
| 18.  | Junshirō Kobayashi    | 856,6  |
| 19.  | Johann André Forfang  | 830,5  |
| 20.  | Gregor Deschwanden    | 830,3  |
| 21.  | Michail Nasarow       | 819,5  |
| 22.  | Thomas Lackner        | 810,1  |
| 23.  | Anže Lanišek          | 770,4  |
| 24.  | Michael Hayböck       | 733,4  |
| 25.  | Žiga Jelar            | 715,0  |
| 26.  | Cene Prevc            | 711,7  |
| 27.  | Severin Freund        | 711,0  |
| 28.  | Martin Hamann         | 705,7  |
| 29.  | Domen Prevc           | 699,7  |
| 30.  | Pius Paschke          | 695,5  |
| 31.  | Aleksander Zniszczoł  | 684,5  |
| 32.  | Klemens Murańka       | 681,1  |
| 33.  | Jan Hörl              | 599,0  |
| 34.  | Jewgeni Klimow        | 577,8  |
| 35.  | Constantin Schmid     | 571,5  |

| Rang | Name                  | Punkte |
| ---- | --------------------- | ------ |
| 36.  | Marius Lindvik        | 565,6  |
| 37.  | MacKenzie Boyd-Clowes | 562,6  |
| 38.  | Markus Schiffner      | 562,2  |
| 39.  | Niko Kytösaho         | 549,4  |
| 40.  | Wladimir Sografski    | 545,8  |
| 41.  | Naoki Nakamura        | 476,4  |
| 42.  | Maciej Kot            | 426,6  |
| 43.  | Artti Aigro           | 414,5  |
| 44.  | Clemens Leitner       | 341,7  |
| 45.  | Richard Freitag       | 339,4  |
| 46.  | Maximilian Steiner    | 326,2  |
| 47.  | Simon Ammann          | 305,3  |
| 48.  | Sander Vossan Eriksen | 299,2  |
| 49.  | Viktor Polášek        | 286,6  |
| 50.  | Daniel Tschofenig     | 219,5  |
| 51.  | Bor Pavlovčič         | 214,5  |
| 52.  | David Siegel          | 207,6  |
| 53.  | Moritz Baer           | 205,5  |
| 54.  | Dominik Peter         | 195,1  |
| 55.  | Čestmír Kožíšek       | 190,8  |
| 56.  | Manuel Fettner        | 189,0  |
| 57.  | Matthew Soukup        | 188,5  |
| 58.  | Giovanni Bresadola    | 187,2  |
| 59.  | Decker Dean           | 178,4  |
| 60.  | Gregor Schlierenzauer | 114,0  |
| 61.  | Tilen Bartol          | 113,1  |
| 62.  | Andreas Wellinger     | 108,5  |
| 63.  | Stefan Rainer         | 100,5  |
| 64.  | Luca Roth             | 99,5   |
| 65.  | Valentin Foubert      | 96,8   |
| 66.  | Roman Koudelka        | 94,7   |
| 67.  | Kilian Märkl          | 94,5   |
| 68.  | Mathis Contamine      | 91,0   |
| 69.  | Timon-Pascal Kahofer  | 86,2   |
| 70.  | Ilja Mankow           | 83,6   |
| 71.  | Casey Larson          | 69,7   |

### Gesamtweltcupstand nach der Vierschanzentournee
| Rang | Name                  | Punkte |
| ---- | --------------------- | ------ |
| 01.  | Halvor Egner Granerud | 768    |
| 02.  | Markus Eisenbichler   | 584    |
| 03.  | Kamil Stoch           | 508    |
| 04.  | Dawid Kubacki         | 397    |
| 05.  | Piotr Żyła            | 394    |
| 06.  | Karl Geiger           | 361    |
| 07.  | Anže Lanišek          | 350    |
| 08.  | Robert Johansson      | 324    |
| 09.  | Yukiya Satō           | 281    |
| 10.  | Daniel Huber          | 260    |